# Iturbide (kommun)
Iturbide är en kommun i Mexiko.   Den ligger i delstaten Nuevo León, i den centrala delen av landet, 600 km norr om huvudstaden Mexico City. Antalet invånare är 1 896.
Följande samhällen finns i Iturbide:
- La Purísima
- San Antonio de Peñitas